# Јермени у Русији
Јермени у Русији или Руски Јермени (јерм. Ռուսաստանահայեր) становници су Русије јерменског порекла. Према попису из 2010. године, у Русији је било више од 1.182.000 Јермена, 2001. године - преко 1.130.000, а 1989. године - преко 532.000, односно 0,86% од укупног броја становника Русије према званичном попису становништва. Према "Унији Јермена Русије", број јерменске дијаспоре у Русији премашује 2,5 милиона људи (2002). У неколико његових говора, руски председник Владимир Путин, позивајући се на број Јермена у Русији, указао је на број од "око 3 милиона људи". Око половине руских Јермена живи компактно у три јужне регије Руске Федерације, у Краснодару, Ставропољској Покрајини и Ростовској области.

## Историја

### Рани период
Јермени су настањивали подручје Русије још од касног среднег века, када су различите занатлије и трговци населили Русију, односно Крим и Северни Кавказ како би успоставили трговинске везе и спровели трговину.

### Руска Империја
Значајан број Јермена већ је живео у Руској Империји пре двадесетих година 19. века. После уништавања последњих независних јерменских држава у средњем веку, племство се дезинтегрише и одлази. Такви Јермени су се нашли у већини градова Закавказја, на почетку 19. века. Јерменски трговци су спровели своју трговину у целом свету. Године 1778, царица Русије Катарина Велика позвала је јерменске трговце са Крима у Русију и они су успоставили насеље у близини града Ростов на Дону . Руске владајуће класе поздравиле су предузетничке вештине Јермена као подстицај економији. Имиџ Јермена као "жилавих трговца" већ је био широко распрострањен. Јермени су били много вештији у прилагођавању новим економским условима него њихови суседи са Закавказја, Грузијци и Азери. Они су постали најмоћнији елемент у општинском животу Тбилисија, а крајем 19. века почели су да купују земље из грузијских племства. Јерменски предузетници су након 1870. године имали велике инвестиције и улагали у производњу уља у Бакуу у Азербејџану.

### Број Јермена у Русији
Према Синдикату руских Јермена, данас у Русији живи 2,5 милиона Јермена. Према истом извору, око 850.000 су имигранти из Јерменије, 350.000 из Азербејџана и 250.000 из Грузије, укључујући 100.000 из Абхазије и 180.000 лица из средње Азије, углавном из Таџикистана и Туркменистана. Руска влада охрабрује Јермене да емигрирају и сарађују у Русији, пружајући им финансијски подстицај уколико то учине. Јермени у Русији имају једну од највиших стопа образовног достигнућа. Према попису из 2002. године, 21,4% Јермена има вишу школу, 31,8% има "средње Стручно" образовање, а 46,1% има средњу школу.
| Ранг | Област                 | 1897   | 1959   | 1970   | 1979    | 1989    | 2002    | 2010    |
| ---- | ---------------------- | ------ | ------ | ------ | ------- | ------- | ------- | ------- |
| 1    | Краснодарска Покрајина | 13,926 | 78,176 | 98,589 | 120,797 | 182,217 | 274,566 | 281,680 |
| 2    | Ставропољска Покрајина | 5,385  | 25,618 | 31,096 | 40,504  | 72,530  | 149,249 | 161,324 |
| 3    | Москва                 | 1,604  | 18,379 | 25,584 | 31,414  | 43,989  | 124,425 | 106,466 |
| 4    | Ростовска област       | 27,234 | 49,305 | 53,620 | 56,902  | 62,603  | 109,994 | 110,727 |
| 5    | Московска област       |        | 5,353  | 5,683  | 7,549   | 9,245   | 39,660  | 63,306  |
| 6    | Волгоградска област    |        |        | 2,898  | 4,229   | 6,784   | 26,974  | 27,846  |
| 7    | Саратовска област      | 168    | 1,046  | 1,815  | 3,531   | 6,404   | 24,976  | 23,841  |
| 8    | Самарска област        |        | 1,027  | 1,629  | 2,216   | 4,162   | 21,566  | 22,981  |
| 9    | Санкт Петербург        | 753    | 4,897  | 6,628  | 7,995   | 12,070  | 19,164  | 19,971  |
| 10   | Јужна Осетија          | 2,093  | 12,012 | 13,355 | 12,912  | 13,619  | 17,147  | 16,235  |
| 11   | Адигеја                |        | 3,013  | 5,217  | 6,359   | 10,460  | 15,268  | 15,561  |

### Москва
Руски попис из 2010. године пописао је број 106.466 московских Јермена. Још 63,306 Јермена живело је у Москви у то доба. Постоје разне процене о броју Јермена у Москви: 400.000, 600.000, 1.000.000. Москва се често сматра највећом јерменском заједницом ван Јерменије.

### Санкт Петербург
Године 1708. први Јермени дошли су у Санкт Петербург, а 1710. године у граду већ постоје "јерменске канцеларије". 1730. године, под руководством свештеника Иван Шеристанова организована је прва жупанија Јерменске апостолске цркве. Током 20. века број Јермена у Санкт Петербургу је порастао са 1.759 људи 1926. године на 19.164, 2002. године. Према совјетском попису 1989. године, 47% Јермена говори јерменски као матерњи језик, али зна течно и руски, а 52% говори руски као матерњи језик. Око половине Јермена има вишу стручну спрему. Према речима шефа заједнице Јермена у Русији, око 100.000 Јермена живи у региону Санкт Петербурга. Постоје 2 јерменске цркве, верска школа Хаватамк и штампарија.

### Краснодар
Краснодарска Покрајина је место једне од највећих заједница јерменске дијаспоре. Према руском попису из 2002. године, било је 274.566 Јермена. 211.397 их је говорило јерменски као матерњи језик, а 6.948 је имало јерменско држављанство. Према проценама, око 500.000, 700.000 или 1.000.000 Јермена је живело у Краснодарској Покрајини.Јермени су концентрисани и у Сочију (80.045 - 125.000), граду Краснодару (28.022 - 70.000), Армавиру (18.262 - 50.000), граду Туапсе (18,194), граду Новоросијск (12,092 - 40,000), Апсеронском дистрикту у Краснодару (10,659) и у граду Анапа (8,201).

## Галерија
- Портрет руско-јерменског генерала Валериана Мадатова, 1820. године
- Обележавање годишњице геноцида над Јерменима
- Протести у Москви поводом помиловања Рамила Сафарова
- Јерменска црква у Москви
- Јерменска црква Свете Катарине у Санкт Петербургу